# 船帆座AH

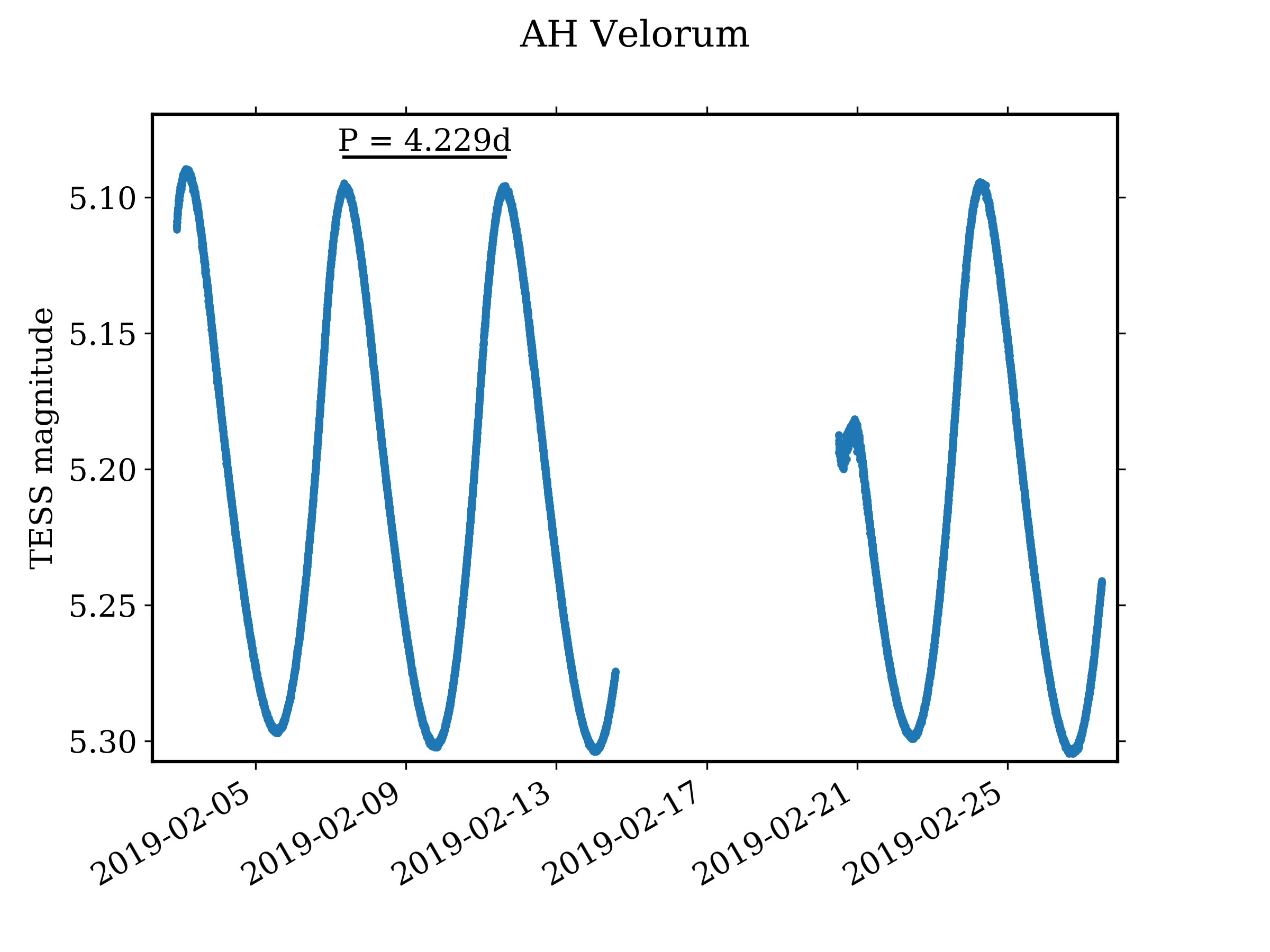
NASA的凌日系外行星巡天衛星（TESS）紀錄的經典造父變星船帆座AH的光變曲線。

船帆座AH是在船帆座的一顆黃白色調單星。它的平均視星等為5.70等，這使得必須在良好的觀測條件下，才能用裸眼隱約看到它。從它的週年視差 1.217 mas估計，它的距離大約是2,700光年。它正以每秒 +26公里的日心徑向速度朝向地球移動。
它是顆光譜類型為F7Ib-II的亮巨星/超巨星 ，年齡大約5,000萬年，投影轉動速度為每秒10公里。它的質量為7太陽質量，來自有效溫度6,102K的光球亮度是太陽的930倍。
這顆經典造父變星的視星等範圍從5.50至5.89等，週期超過4.227171天。它的第一泛音脈動有6.04天的基本週期。